# Skoś trawnik tato, a dostaniesz deser
Skoś trawnik tato, a dostaniesz deser lub Kłopoty ze zgredami (ang. No Dessert, Dad, Til You Mow the Lawn, 1994) – amerykańska komedia familijna.
Bohaterami tego filmu jest rodzina Cochranów. Justin wraz ze swoją siostrą Monicą, hipnotyzują rodziców za pomocą taśm magnetofonowych, dzięki czemu m.in. pozbywają się z domu swego najstarszego brata – Tylera. Sprawy jednak się komplikują, kiedy ich mama ulega wypadkowi.
Film w Polsce dostępny był za pośrednictwem telewizji Jetix.

## Obsada
- Joshua Schaefer – Justin Cochran
- Robert Hays – Ken Cochran
- Allison Mack – Monica Cochran
- Joanna Kerns – Carol Cochran
- James Marsden – Tyler Cochran
- Larry Linville – J.J.
- Lyman Ward – Larry
- Larry Udy – Umpire
- Bradley Barneson – Catcher
- Alex Greenwald – Corby
- Ted Davis – Vaneet
- Sheila Travis – Hipnotyzerka

## Wersja polska
Opracowanie i udźwiękowienie wersji polskiej: na zlecenie Jetix – Studio Eurocom
Reżyseria: Tomasz Grochoczyński
Dialogi: Dorota Filipek-Załęska
Dźwięk i montaż: Jacek Kacperek
Kierownictwo produkcji: Marzena Omen-Wiśniewska
Udział wzięli:
- Jonasz Tołopiło – Justin
- Grzegorz Wons – Ken
- Jolanta Wołłejko – Carol
- Magdalena Krylik – Monica
- Tomasz Błasiak – Tyler
- Paweł Szczesny – Sierżant
- Adam Bauman – Conti
- Krzysztof Stelmaszyk – Briscol

W pozostałych rolach:
- Iwona Rulewicz
- Jarosław Boberek
- Jarosław Domin
- Cezary Kwieciński
- Ewa Serwa
- Tomasz Grochoczyński